# Dã thự
Dã thự (野墅) là một bài thơ của Trần Quang Khải, được viết vào thời nhà Trần. Hiện còn một bản lưu truyền của Ngô Tất Tố.  Bài thơ này đại ý tả cảnh một ngôi biệt thự mới được xây ở đồng quê, cảnh tượng mới mẻ, cây trái tươi tốt, bốn mùa như mùa xuân. Ban đêm có khi ánh trăng và tiếng còi mục đồng vọng lên chòi canh, ban ngày mây hòa theo bóng áo ngườì nông dân bên đồng lúa. Đường sá thì quanh co uốn khúc nhưng tiện lợi, quỷ thần cũng phải bảo nhau nơi đây đáng thật là nơi ở ẩn.

## Nguyên bản Hán văn
野墅初開景相新，
芬菲桃李四時春。
一聲牛笛青樓月，
幾片農蓑碧隴雲。
路挽羊腸通紫陌，
溪分燕尾斷紅塵。
鬼神暗地偷相語，
一段風光可隱君。

## Phiên âm
Dã thự sơ khai cảnh tướng tân, 
Phân phi đào lý tứ thời xuân. 
Nhất thanh ngưu địch thanh lâu nguyệt, 
Kỷ phiến nông thoa bích lũng vân. 
Lộ vãn dương trường thông tử mạch
Khe phân yến vỹ đoạn hồng trần
Quỷ thần ám địa thâu tương ngữ
Nhất đoạn phong quang khả ẩn quân